# Shell-Haus

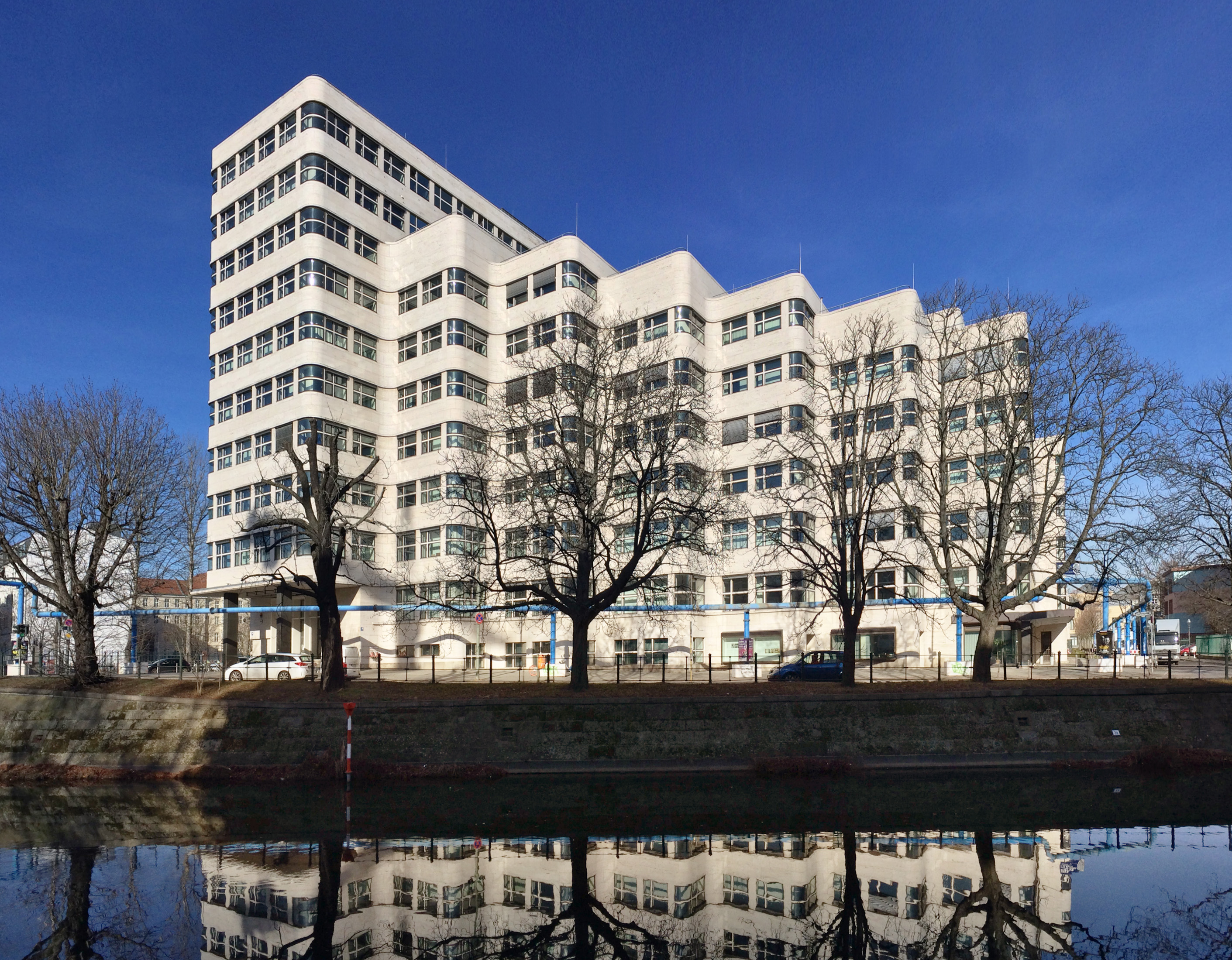
Das Shell-Haus am Ufer des Landwehrkanals

Das Shell-Haus ist ein fünf- bis zehngeschossiger Bau am Landwehrkanal im Berliner Ortsteil Tiergarten am Reichpietschufer 60–62, direkt an der Ecke zur Stauffenbergstraße unweit des Kulturforums. Das unter Denkmalschutz stehende Bürohaus wurde nach einem Entwurf des Architekten Emil Fahrenkamp von 1930 bis 1932 an der damaligen Königin-Augusta-Straße (ab 1933 Tirpitzufer, seit 1947 Reichpietschufer) für die Hamburger Rhenania-Ossag Mineralölwerke AG (ab 1947 Deutsche Shell AG) errichtet. Fahrenkamp erhielt 1929 den ersten Platz im Wettbewerb zum Bau des Hauses, an dem fünf Architekten teilnahmen. Seit 2012 ist es neben dem Bendlerblock ein Teil des Berliner Dienstsitzes des Bundesministeriums der Verteidigung.

## Architektur

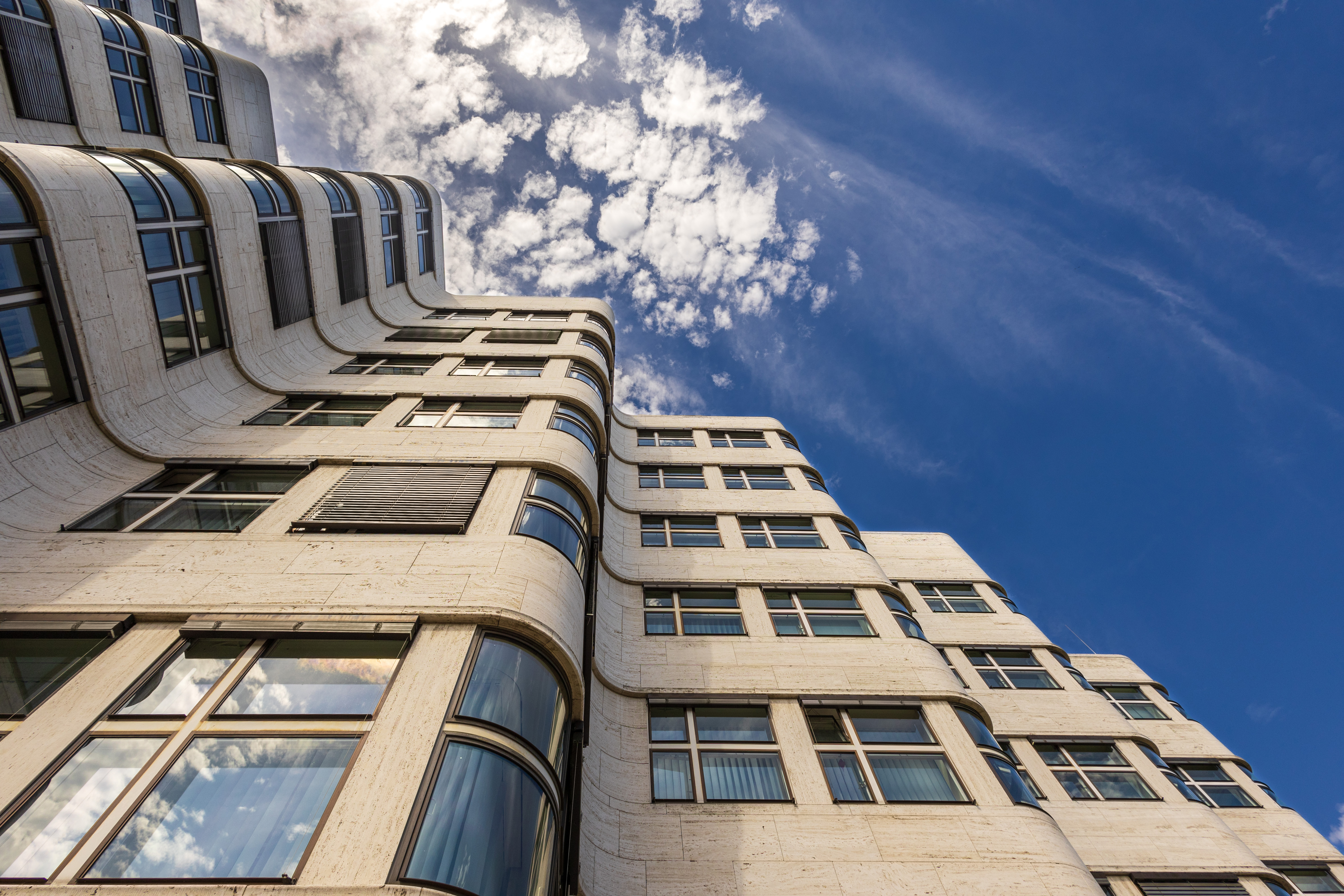
Detail der Fassade

Der auf einer Fläche von 2700 m² errichtete Stahlskelettbau ist stilistisch der Neuen Sachlichkeit zuzuordnen und gilt als eines der bedeutendsten Bürohäuser der Weimarer Republik. Die markante Gestaltung wird bestimmt durch senkrechte Wellenformen unterschiedlicher Höhe und eine konsequent waagerechte Gliederung durch Fensterbänder, die auch über die außen liegenden Rundungen hinweg geführt werden. Die Fassade wurde mit Gasbetonsteinen ausgemauert und mit Platten aus Römischem Travertin aus Tivoli verkleidet. Eine technische Neuerung sollte die Erschütterungen durch den Straßenverkehr verringern: Luftschlitze unter den Gehwegen rund um das Gebäude hielten die Schwingungen vom Stahlgerüst fern.

## Geschichte

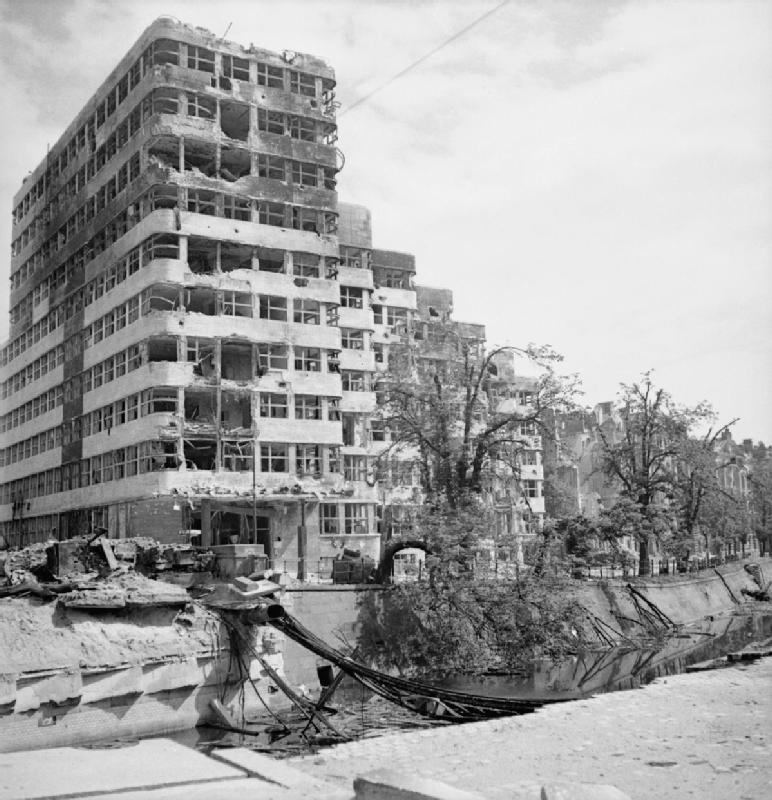
Das beschädigte Haus nach dem Ende des Zweiten Weltkriegs

Die Marineleitung (ab 1935 Oberkommando der Marine), die bis dahin im nahe gelegenen Bendlerblock untergebracht war, belegte das Gebäude ab 1934. Während des Zweiten Weltkriegs war im Tiefkeller des Hauses ein Lazarett eingerichtet. In den letzten Kriegstagen erlitt das Gebäude während der Schlacht um Berlin noch starke Schäden in den Obergeschossen. 1946 zog die Zentralverwaltung des Energieversorgungsunternehmens Bewag in das Gebäude ein und kaufte es nach Beseitigung der Kriegsschäden im Jahr 1952. Zwischen 1965 und 1967 wurden ebenfalls in Stahlskelettbauweise nach Entwürfen von Paul Baumgarten auf dem nördlich zur Sigismundstraße gelegenen Areal zwei Erweiterungsbauten errichtet.
Seit 1958 steht das Shell-Haus unter Denkmalschutz. Die angrenzenden Erweiterungsbauten aus den 1960er Jahren standen allerdings nie unter Denkmalschutz; ein entsprechender Antrag wurde 1995 abgelehnt.

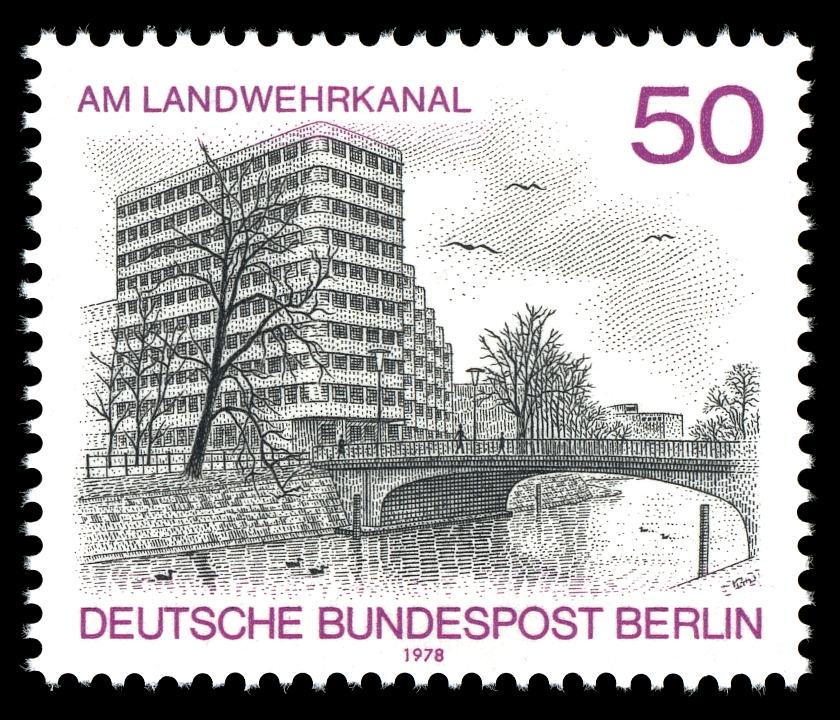
Briefmarke 1978

Um die Sanierung des Shell-Hauses gab es in den 1980er und 1990er Jahren Streit, da der Bewag die denkmalgerechte Sanierung zu teuer war. Die Hoffassade sanierte man bereits Anfang der 1980er Jahre, allerdings nicht denkmalgerecht. 1997 begann die Bewag schließlich mit der Sanierung, für die Kosten von 50 Millionen Mark veranschlagt wurden. Im Februar 2000 wurden die Sanierungsarbeiten abgeschlossen; die Kosten hatten sich auf 80 Millionen Mark erhöht. Unter anderem wurden alle Travertinplatten der Fassade erneuert. Eigens dafür wurde der bereits stillgelegte Steinbruch in der Nähe Roms wieder geöffnet. Im Anschluss an die Sanierungsarbeiten zog im März 2000 das Energieversorgungsunternehmen Gasag als neuer Mieter in das Shell-Haus ein.
Für die Sanierung des Shell-Hauses erhielt die Bewag im Jahr 2000 den Berliner Denkmalpflegepreis, die Ferdinand-von-Quast-Medaille, die für die Planung der Fassadensanierung verantwortlichen Architekten Burckhardt und Christoph Fischer den Sonderpreis des Deutschen Natursteinpreises 2001. Die damalige nahezu vollständige Erneuerung der nicht mehr standfesten Originalfassade in geänderter Bauart erwies sich als die einzige Möglichkeit, die überragende äußere Gestaltung des Bauwerks originalgetreu wiederherzustellen, blieb aber wegen der damit einhergehenden Verluste an Originalsubstanz umstritten.
In einem Interview mit der Berliner Morgenpost bezeichnete der Architekt Meinhard von Gerkan das Shell-Haus als das für ihn schönste Bauwerk Berlins.
Im Juni 2000 verkaufte die Bewag das 15.700 m² große Gesamtgelände mit Shell-Haus und Erweiterungsbauten an die Viterra Gewerbeimmobilien GmbH (seit 2005 Teil der Deutschen Annington). Diese ließ die Erweiterungsbauten abreißen und an deren Stelle für rund 300 Millionen Mark ein Business- und Kongresshotel der Maritim-Kette mit 500 Zimmern errichten. Im August 2005 öffnete das Maritim Hotel Berlin.
Im März 2011 endete der Mietvertrag der Gasag. Sie zog in das neu angemietete Hauptgebäude in der Nähe des Hackeschen Marktes am Henriette-Herz-Platz 4.
Die Bundesanstalt für Immobilienaufgaben (BImA) schloss am 4. Mai 2012 im Auftrag des Verteidigungsministeriums mit der Deutschen Annington einen Mietvertrag über das Shell-Haus ab. Somit konnte das Verteidigungsministerium im Herbst 2012 insgesamt 360 Dienstposten vom Hauptsitz in Bonn an den Berliner Sitz verlagern. Die Mietdauer beträgt fünf Jahre mit einer Kündigungsoption nach drei Jahren. Der im Vertrag vereinbarte Mietzins beträgt über fünf Jahre knapp 20 Millionen Euro, bei einer Kündigung nach drei Jahren rund zwölf Millionen Euro. Das Mietverhältnis begann am 1. September 2012.